# Winterfeld (Adelsgeschlecht)

Wappen derer von Winterfeld

Winterfeld (auch Winterfeldt) ist ein märkisches Uradelsgeschlecht mit dem Stammhaus Winterfeld bei Salzwedel. Die zu Freiherren, Grafen und Marquisen (Markgrafen) erhobenen Zweige der Familie sind erloschen, andere, wie die Prignitzer Zweige Freyenstein, Karwe, Neuhausen-Neuhof und Varnow-Gülitz, die uckermärkischen Zweige wie Damerow, Menkin, Neuenfeld und Nieden sowie der Zweig Krieschow in der Niederlausitz bestehen jedoch bis heute.

## Geschichte

### Ursprung
Der Überlieferung nach soll das Geschlecht auf sächsische Edelfreie zurückgehen, die angeblich im Jahr 926 zusammen mit König Heinrich I. (auch Heinrich der Vogler oder Heinrich am Vogelherde) in die Altmark nach Winterfeld gekommen seien (vgl. auch Kneschke, NaDtA-L), wonach sie sich benannten.
Vermutlich ist das Geschlecht eines Stammes mit dem bereits 1073 im östlichen Niedersachsen auftretenden Geschlecht derer von Wolfenbüttel, Grafen von Peine, die das gleiche Wappen wie die Winterfelder führten. In Abels „Sammlung etlicher Chroniken“ wird berichtet, dass Dythleff Voigt von Schladen, ein Mitglied der Edlen und Grafen von Schladen, Vögte von Wolfenbüttel, der Erbauer der Burg Wolfenbüttel sei, nach der er sich dann benannt habe. Dythleffs Nachfahre Widekind von Wolfenbüttel, nobilis, trat mit diesem Namen dann erstmals 1073 urkundlich auf. Ein Ludolph von Wolfenbüttel, 1145 Schirmvogt des Klosters Riddagshausen, war mit einer Gräfin von Peina (wohl die letzte Namensträgerin) verheiratet. 1160 wird Ludolph in einer weiteren Urkunde bezüglich des Klosters Riddagshausen bereits als „Graf von Peina“ bezeichnet. Zu dieser Familie zählte später auch Gunzelin von Wolfenbüttel, Graf von Peine, Reichstruchseß des Kaisers Otto IV. und Begründer der Stadt Peine.
Die Wolfenbütteler haben sich in der Region zunehmend ausgedünnt wegen der immer wiederkehrenden heftigen Auseinandersetzungen mit dem Bischof von Hildesheim und dem Herrscherhaus der Welfen, was den Höhepunkt im 13. und 14. Jh. erreichte und schließlich mit dem Erlöschen der im Ursprungsland verbliebenen Wolfenbütteler 1361 endete. Einzelne Mitglieder der Familie sind somit etappenweise bereits lange zuvor in einer recht frühen Phase in Richtung Osten (in die Altmark) abgewandert und haben sich als neue Zunamen die ihrer neuen Burgen zugelegt. Daher kann auch eine Stammesverwandtschaft zu den teilweise in der Nachbarschaft des Ortes Winterfeld liegenden Orten/Burgen und gleichlautenden – aber im Mannesstamme inzwischen ausgestorbenen – Familien mit ähnlichen Wappen (wie Apenburg, Asseburg, Bartensleben, Berwinkel/Bärwinkel) hergeleitet werden, deren Abstammung ebenfalls und teilweise urkundlich erwiesenermaßen auf die Wolfenbüttel und Peine zurückgeführt wird. Mitglieder der Winterfelder verließen dann bereits bald wieder die Altmark in Richtung Pommern und Brandenburg. Riedel (Codex diplomaticus Brandenburgensis) äußerte, dass die Herren von Winterfeld 1147 mit dem Askanier und ersten Markgrafen Albrecht dem Bären im Wendenkreuzzug in die Prignitz (Brandenburg) gekommen seien. Alten pommerschen Landeschroniken zufolge sollen Mitglieder des Geschlechts von Winterfeld mit Heinrich dem Löwen außerdem von der Altmark weiter nach Pommern gezogen sein, wo sie sich 1179 endgültig niedergelassen haben.

### Pommern und Mecklenburg
Das Geschlecht erscheint erstmals im Jahre 1286 mit Adam von Winterfeld in einer Greifswalder Urkunde bereits in sehr einflussreicher Position. Sein Sohn, der herzoglich pommersche Vasall und Marschall Henning, saß bereits auf den wohl von seinem Vater ererbten allodialen Burgen Burg Wolde, Burg Osten und Haus Demmin in Vorpommern, die er seiner Tochter vererbte. Sein Marschallsamt ging danach auf seinen Schwiegersohn Ludolf Maltzahn über. Ein weiterer Namensträger Martin von Winterfeld saß zur gleichen Zeit auf dem in der Grafschaft Gützkow liegenden Besitz Müssentin, er war ein Vasall der Grafen von Gützkow und hatte in der Grafschaft Gützkow Stiftungen an Kirchgemeinden getätigt; sein Sohn Heinrich stiftete außerdem eine Kapelle und einen Altar für regelmäßige Messen zu seinem Seelenheil. Ein anderer Martin von Winterfeld, schlossgesessen (und damit dem höheren pommerschen Adel zugehörig) auf Kagenow und Plötzenburg (Plötz bei Jarmen), sowie Stolpe auf Usedom und Dargen etc., „wo er an Hand und Hals richtete“ – also die hohe Gerichtsbarkeit innehatte –, veräußerte in den 30er Jahren des 14. Jahrhunderts einen Teil seines Besitzes auf Usedom nördlich und östlich der Stadt Usedom und machte unter anderem Schenkungen an Klöster (vor allem Kloster Pudagla).
Das Geschlecht war in die frühen politischen Auseinandersetzungen zwischen Pommern, Mecklenburg, der Mark Brandenburg und Dänemark intensiv verwickelt, so dass die verschiedenen Familienzweige zeitweise in unterschiedlichen Lagern gegeneinander standen und zeitweise auch gemeinsam gegen Pommern oder auch Mecklenburg kämpften. Die Bedeutung des Geschlechts zu dieser Zeit im nördlichen Deutschland spiegelt eine Urkunde vom 20. Mai 1330 wider. Darin verpflichten sich die mecklenburgischen Herzöge und ihre Nebenlinie, die Herren von Werle, zu einem gegenseitigen Beistandspakt, soweit es sich nicht um Auseinandersetzungen mit dem König von Schweden, König von Dänemark und König von Norwegen sowie mit den Markgrafen von Brandenburg, Herzögen von Sachsen, Herzögen von Pommern, Bischöfen von Havelberg, Altgrafen von Schwerin, Herren Gans zu Putlitz, Herren von Winterfeld, Herren von Zwerin (Schwerin) und Herren von Thun handele. Nicht zuletzt wurde ein Eckert von Winterfeld aus der Uckermark am 10. Mai 1415 von Kaiser Sigismund wegen Kriegshandlungen gegen die Hohenzollern der Mark Brandenburg unter Reichsacht gesetzt.
Während das Geschlecht im Mittelalter zumeist militärisch in Erscheinung trat, tat sich der hinterpommersche Zweig auch mit kirchlichen Würdenträgern hervor, als Äbte des Klosters Belbuck oder nach Überlieferung auch von Cammin.

### Brandenburg-Preußen
Eine Stammreihe des zur gleichen Zeit in der Mark Brandenburg schloss- und burggesessenen Hauses beginnt mit Dietrich von Winterfeld (1380–1420 auf Dallmin), wohl Sohn des Heyne von Winterfeld, Herren auf Dallmin. Sie waren mit aller „Frei- Herrlich- und Gerechtigkeit …“ (L. G. v. W., Familiengeschichte, Teil 1) ausgestattet. König Wenzel und Kaiser Sigismund ließen der Familie, wie auch manch anderen ausgewählten Prignitzer Familien, noch eine Bevorzugung durch das Prädikat „Edle“ (nobili) zuteilwerden. In einer Urkunde vom 29. August 1373, in der Markgraf Otto von Bayern die Kurmark Brandenburg an Kaiser Karl IV. abtrat und die Stände aus ihren Verpflichtungen entließ, wurde der Prignitzer Adel vor den Städten genannt, während dagegen üblicherweise die Städte vor allen Grafen und den übrigen Ständen genannt werden. Die Winterfelder werden in dieser Urkunde mit wenigen anderen Familien konkret eingangs namentlich genannt, wobei in Folge dann nur noch von „anderen Rittern“ die Rede ist. In der Uckermark zählte die Familie außerdem zu den vier eximierten Geschlechtern. Die Winterfelder breiteten sich über die Jahrhunderte mit umfangreichem Landbesitz über viele Regionen Deutschlands und darüber hinaus aus.
Neben dem Söldnerführer Reimar von Winterfeld, der sein eigenes, selbstfinanziertes Heer mit 800 Reitern unterhielt und gegen die Türken führte, für Heinrich IV. von Frankreich gegen England und im Schmalkaldischen Krieg auf evangelischer Seite kämpfte oder mit dem Staatsmann Samuel von Winterfeld, der dazu beitrug, die Reformation während des Dreißigjährigen Krieges in Brandenburg-Preußen zu stabilisieren, übte das Geschlecht auch später einen erheblichen Einfluss auf die Geschichte der Mark Brandenburg und Preußens aus. Georg von Winterfeld, Herr auf Dallmin und Schivelbein, Landvogt der Neumark, war einer der vermögendsten Edelleute Brandenburgs. Er erwarb 1620 die Herrschaft Freyenstein, zu der die Stadt, die alte Burg Freyenstein und das Neue Schloss Freyenstein gehörten. Ferner erwarb er die Hälfte der Herrschaft Neuhausen einschließlich der Burg, mehrerer Dörfer und Regalien und noch andere Besitzungen. Auch wenn die Stadt Freyenstein im Dreißigjährigen Krieg stark zerstört wurde, schafften es die Stadtherren von Winterfeld, auch mit Hilfe der Ansiedlung von Kriegsveteranen und Kolonisten, die Lage zu stabilisieren und die Entwicklung voranzutreiben. Nicht immer verlief das ohne Spannungen zwischen Bürgerschaft und Stadtherren. Georgs Vater Detloff v. Winterfeld, Herr auf Dallmin, Schivelbein etc., ebenso Landvogt der Neumark, wirkte außerdem auf die Heiratspolitik der Kurfürsten von Brandenburg ein, so dass bereits die Grundlage für das spätere Ausgreifen auf weiter im Osten liegende Gebiete gelegt wurde (z. B. auf das Hzgt. Preußen/Ostpreußen). Diese politische Linie wurde mit dem Heerführer – und engsten Vertrauten Königs Friedrichs II. (des Großen) von Preußen – Hans Karl von Winterfeldt (gefallen 1757 in der Schlacht von Moys) fortgesetzt; dem General wurde oftmals (vor allem vom Bruder des Königs, dem Prinzen Heinrich) angelastet, er sei Verursacher der Schlesischen Kriege gewesen. Auch in der Entwicklung des späteren preußischen Verwaltungsrechts wirkte die Familie mit dem Herrenhausmitglied und späteren Reichstagsabgeordneten Ulrich von Winterfeldt oder dem Herrenhaus- und Reichstagsmitglied und Begründer des Deutschen Roten Kreuzes Joachim von Winterfeldt-Menkin mit. Die im 19. Jahrhundert von Preußen dem uckermärkischen Zweig des Geschlechts wiederholt angebotene Grafenwürde nahm die Familie nicht an, da man eine infolgedessen mögliche Spaltung des Geschlechts nicht hinnehmen wollte.

### Deutsches Reich
Der Name tauchte immer wieder mit Vertretern in bedeutenden Positionen des Deutschen Reiches, als Mitglieder des Reichstags, des Reichsrats und des Herrenhauses sowie im Militär, auf.

### Dänemark und Flandern
Aber die Familie machte auch im angrenzenden Ausland auf sich aufmerksam. Den dänischen Lehensfreiherrenstand erhielten die von Winterfeldt als Marschälle und Admirale am 25. Mai 1671 und gründeten die erste Baronie Dänemarks (Wintersborg); diese Linie geht in den Lehensgrafen von Holck-Winterfeldt bzw. Knuth-Winterfeldt auf.
1706 wurde ein Prignitzer Zweig des Geschlechts als Feldmarschälle und Gouverneure in Flandern in den Stand spanischer Marqués erhoben, 1719 in den erblichen niederländischen Grafenstand.

### Sonstiges

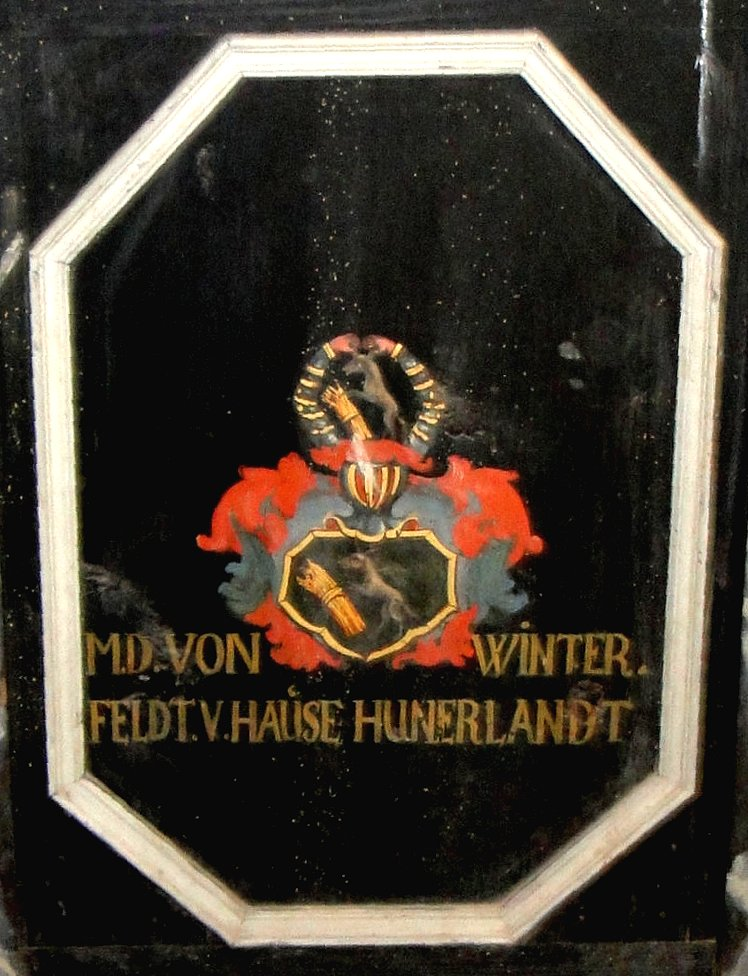
Bildwappen an der nördlichen Gebetsloge auf der Nonnenempore in der Klosterkirche Dobbertin

Im Einschreibebuch des Klosters Dobbertin befinden sich 24 Eintragungen von Töchtern der Familien von Winterfeld aus Neuhof, Neuhausen, Freienstein und Vahrnow aus den Jahren von 1707 bis 1891 zur Aufnahme in das dortige adelige Damenstift. Das Bildwappen der 1707 eingeschriebenen Konventualin Nr. 33 Magdalena Dorothea von Winterfeldt befindet sich an der nördlichen Gebetsloge auf der Nonnenempore in der Dobbertiner Klosterkirche. Auf dem Klosterfriedhof Dobbertin steht noch die Grabstätte der im Mai 1945 auch aus dem Damenstift vertriebenen und am 29. August 1945 im Nachbarort Jellen verstorbenen Konventualin Nr. 1475 Luise von Winterfeld. Winterfeld-Töchter traten auch anderen Damenstiften bei, wie bspw. Kloster Stift Heiligengrabe oder Kloster Ribnitz.
Im 14. und 15. Jh. trat in Danzig eine Patrizierfamilie ritterlichen Ursprungs namens „Winterfeld“ auf, die in ihrem Wappen einen Wolfskopf führte. In der Danziger Marienkirche stifteten Mitglieder dieser Familie die Winterfeld-Kapelle (auch Jakobuskapelle genannt) einschließlich Pfarrstellen und statteten die Kapelle mit ansehnlichen Flügelaltären aus. Ein Flügelaltar (Winterfeld-Diptychon) steht heute im kunsthistorischen Museum Warschau.
1396 wird ein Styrnad von Winterfeld als Kammermeister des Königs Wenzel von Böhmen genannt und der im Pfandbesitz der berühmten Festung Königstein war. 1374 hielt sich Kaiser Carl (dessen Frau eine geborene Prinzessin v. Pommern war) mit seinen Söhnen Siegismund, Wenzel und Johann als Verwandte des Herzogs Swantebor von Pommern-Stettin für eine längere Zeit in Prenzlau auf. In diesem Zusammenhang wird ein Conrad v. Winterfeld in Prenzlau erwähnt; es ist gut möglich, dass Styrnad ein Sohn des besagten Conrads ist, der dann im Gefolge des Kaisers von Prenzlau nach Böhmen zog.
In der Literatur werden ebenso Mitglieder der Familie verarbeitet. Theodor Fontane befasst sich in seinen Wanderungen durch die Mark Brandenburg mit Personen der Familie. Kleist erwähnt den Namen in seinem Theaterstück Der Prinz von Homburg und im Zerbrochnen Krug. H. G. Wells bringt einen General von Winterfeld in seinem Roman „The War in the Air“ zur Geltung.
Ein 1857 gegründeter Geschlechterverband und eine 1887 installierte Familienstiftung verbinden auch noch heute die Mitglieder des Hauses.

## Denkmäler
In Berlin stehen mehrere Denkmäler des Heerführers Hans Karl v. Winterfeldt auf der Museumsinsel im Bodemuseum und dem Winterfeldt-Denkmal auf dem Zietenplatz in Mitte und am Sockel des Reiterdenkmals für Friedrich den Großen Unter den Linden. Straßen, Alleen und Plätze, die nach Mitgliedern des Geschlechts benannt sind, finden sich ebenfalls unter anderem in Berlin, Bremen, Rangsdorf, Dortmund und Prenzlau, aber auch in Dänemark.

## Begräbnisstätten

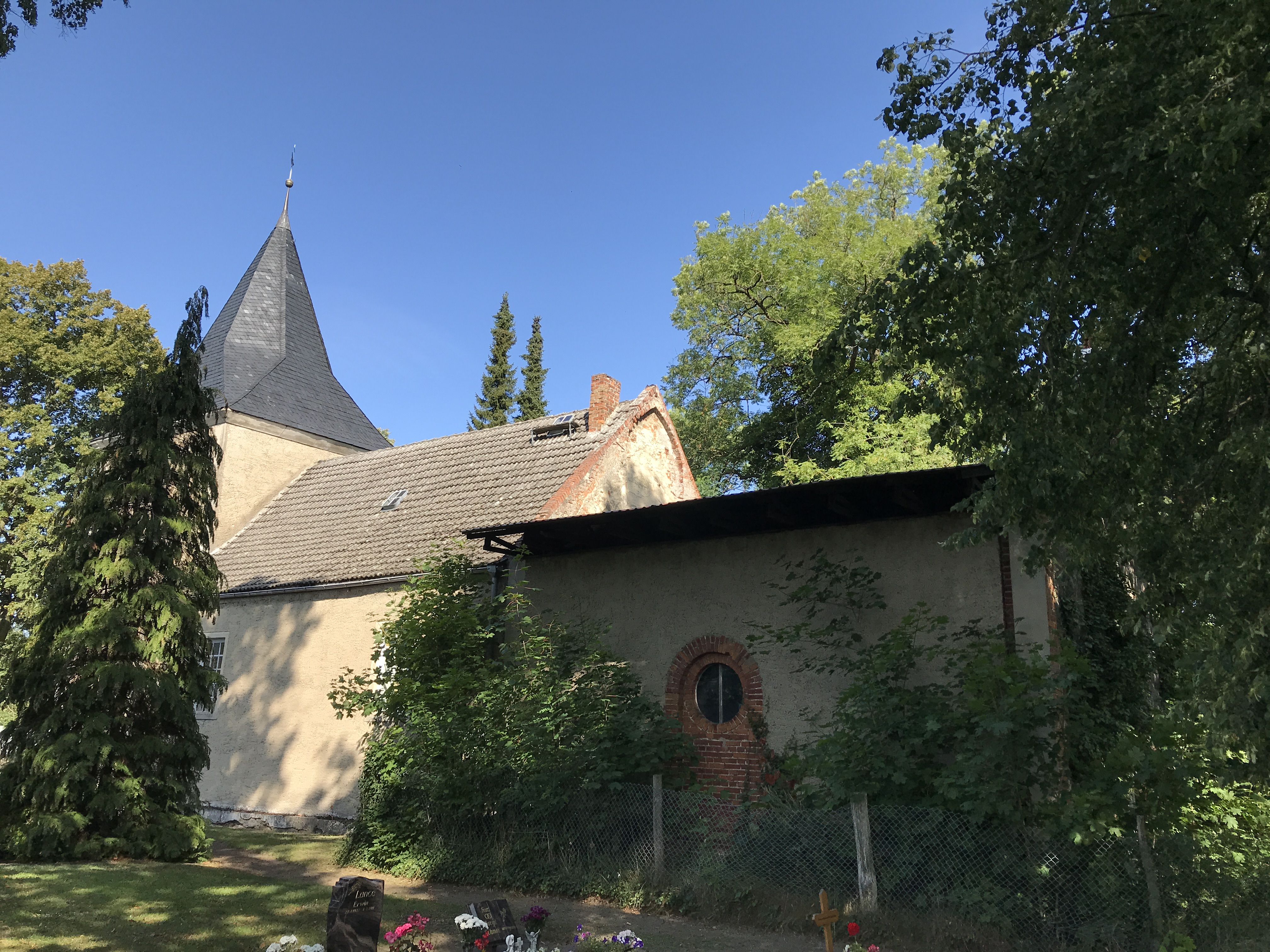
Kirche Groß Spiegelberg mit Gruft derer von Winterfeld

Jede der verschiedenen Linien verfügte und verfügt teilweise auch heute noch über alte angestammte Begräbnisstätten. In der Uckermark befinden sich die heute noch genutzten Erbbegräbnisse bzw. Grüfte und Mausoleen in Menkin, Neuenfeld und Nieden. Weitere befinden sich in Groß Spiegelberg und Schmarsow, in der Stadtkirche Freyenstein, Neuhausen und in vielen anderen Orten, in denen die Familie das Kirchenpatronat hatte oder hat. Im Greifswalder Dom befindet sich eine Winterfeld-Kapelle und kürzlich erst wurden in Grüfte unter dem Dom etliche Särge der pommerschen und mecklenburgischen Linien der Winterfelder gefunden. Teilweise prächtige Grabmale befinden sich auf den Berliner Grabstätten der Familie, so auf dem Invalidenfriedhof und Garnisonsfriedhof. Eine unter Denkmalschutz stehende Grabstätte befindet sich auch auf dem Matthäusfriedhof in Berlin-Schöneberg.

## Besitzungen
Von Anbeginn zählte das Geschlecht stets zu denen mit umfangreichem Grundbesitz oftmals verbunden mit dem Recht der hohen Gerichtsbarkeit und hohen Jagd. Seine Besitzungen wurden durch eigene Beamte, wie Winterfeld’sche Richter, Vögte und Amtmänner verwaltet. Hier sollen nur die Besitzungen kurz erwähnt werden (vgl. auch Kneschke und Ledebur), die für die Familiengeschichte eine gewisse Rolle spielen. Auch heute ist die Familie immer noch in Brandenburg und Mecklenburg-Vorpommern angesessen.

### Pommern und Mecklenburg
Bereits seit dem 13. und 14. Jahrhundert saßen Mitglieder des Hauses nachweislich auf den Burgen und Herrschaften Osten (vor 1320–1330), Wolde (ca. 1350–1428) und Demmin (ca. 1264–1512), sowie auf Steinmocker (1340–1805), Kagenow (13.–18. Jahrhundert), Plötz mit der Plötzenburg (13. und 14. Jahrhundert) und Müssenthin (Müssentin bei Jarmen) (13. Jahrhundert bis 1515).
Von den Herrensitzen in Vorpommern sind nur noch archäologische Relikte oder Ruinen sichtbar.
In der bis 1250 zu Pommern gehörigen Uckermark sind als früheste Besitzungen Arendsee (mit Klostergründung) und Schönermark festzustellen. Im 16. Jahrhundert konnten Dambeck (mit 16 Dörfern) und Tüzen hinzu erworben werden.
Besitzungen in Hinterpommern waren z. B. Wintershagen, Schlawe und Nesekow. Bei der Trockenlegung des Oderbruchs gründete die Familie den Ort Wintersfelde südlich von Greifenhagen. 1675 kam das Gut auf der Halbinsel Wustrow in den Besitz.

### Brandenburg
Seit dem 14. und 15. Jahrhundert war die Hauptverbreitung in der Prignitz, der Neumark und der Uckermark. Teile der in der Prignitz schloss- und burggesessen von Winterfeld hatten die Prignitzer Stammburg Dallmin (Winterfeldburg und Lobekeburg) und unter anderen die Herrschaft Streesow, Blüthen, Strehlen und Hünerland, Wredenhagen (von der Familie gegründeter und nach ihr benannter Besitz Winterfeld, 1311 dem Kloster Campe übertragen, lt. Großes Universallexicon, Band 57) und Wangelin inne.
Im 16. bzw. 17. Jahrhundert konnten die Herrschaften Sandow mit Bergen (Neumark), Trebichow und Riesenitz (Neumark) sowie die Herrschaft Freyenstein mit Burg, Schloss und Stadt erworben werden. Georg von Winterfeld erwarb 1618 die Hälfte von Neuhausen von der Familie von Rohr. Die Familie von Winterfeld erwarb dann 1712 auch den noch Rohr'schen Anteil von Neuhausen. 1738 baute Johann Gebhard von Winterfeld das dortige Herrenhaus zum Schloss Neuhausen, einer barocken Dreiflügelanlage, um.
Ferner gehörten den Winterfeld zeitweise die Güter Kehrberg, Karwe mit Muggerkuhl, Wendisch-Warnow, Wustrow sowie Vahrnow und Gülitz, Neuendorf und Neustadt an der Dosse und die Burg in Perleberg.
In der Uckermark kamen in dieser Zeit ganze Güterkomplexe hinzu, wie vor allem die Herrschaft Menkin mit Pertinenzen (Wollschow, Woddow, Fahrenholz) sowie Schmarsow (Rollwitz) bei Pasewalk, Groß-Spiegelberg, Nieden, Rollwitz, Damerow (Rollwitz), Züsedom, Neuenfeld, Kutzerow und Zernikow sowie die Burgfreiheit (Winterfeldtpalais) in Prenzlau. Weitere Besitzungen folgten im 18. und 19. Jahrhundert, unter anderen Felchow sowie Krieschow und Wiesendorf in der Lausitz.

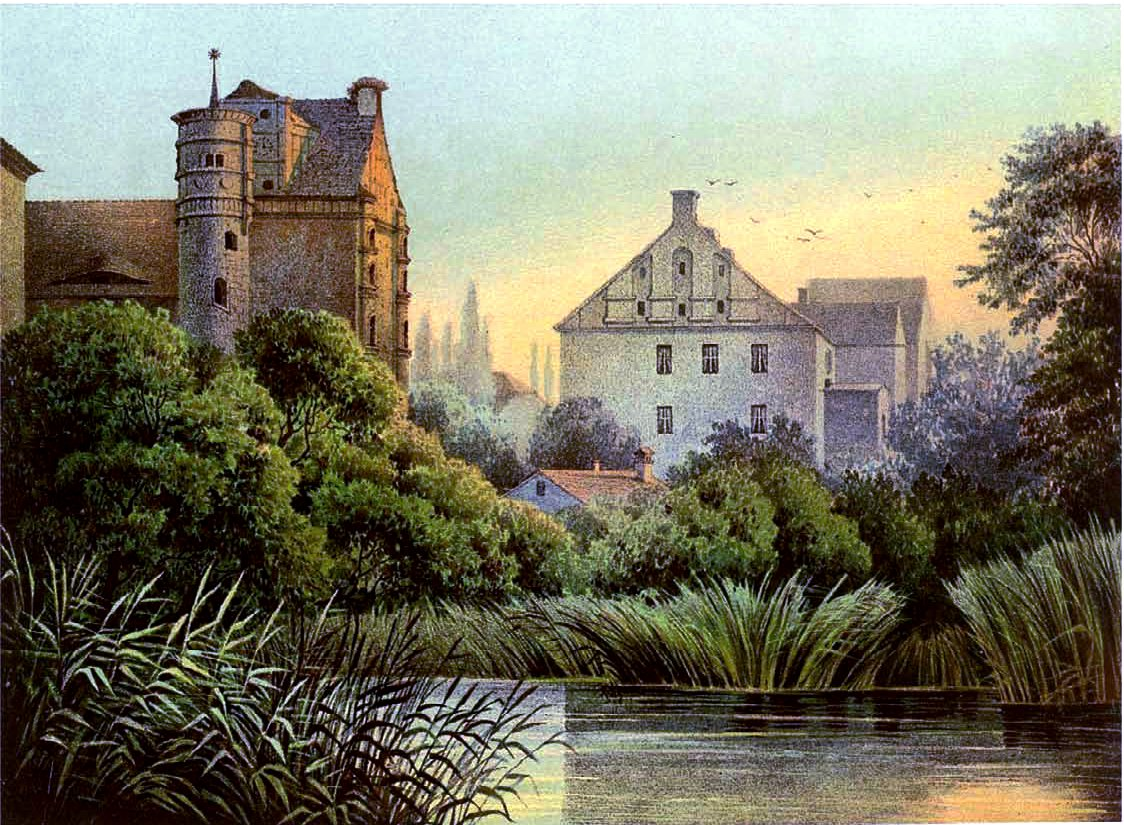
Burg und Schloss Freyenstein (19. Jh.)
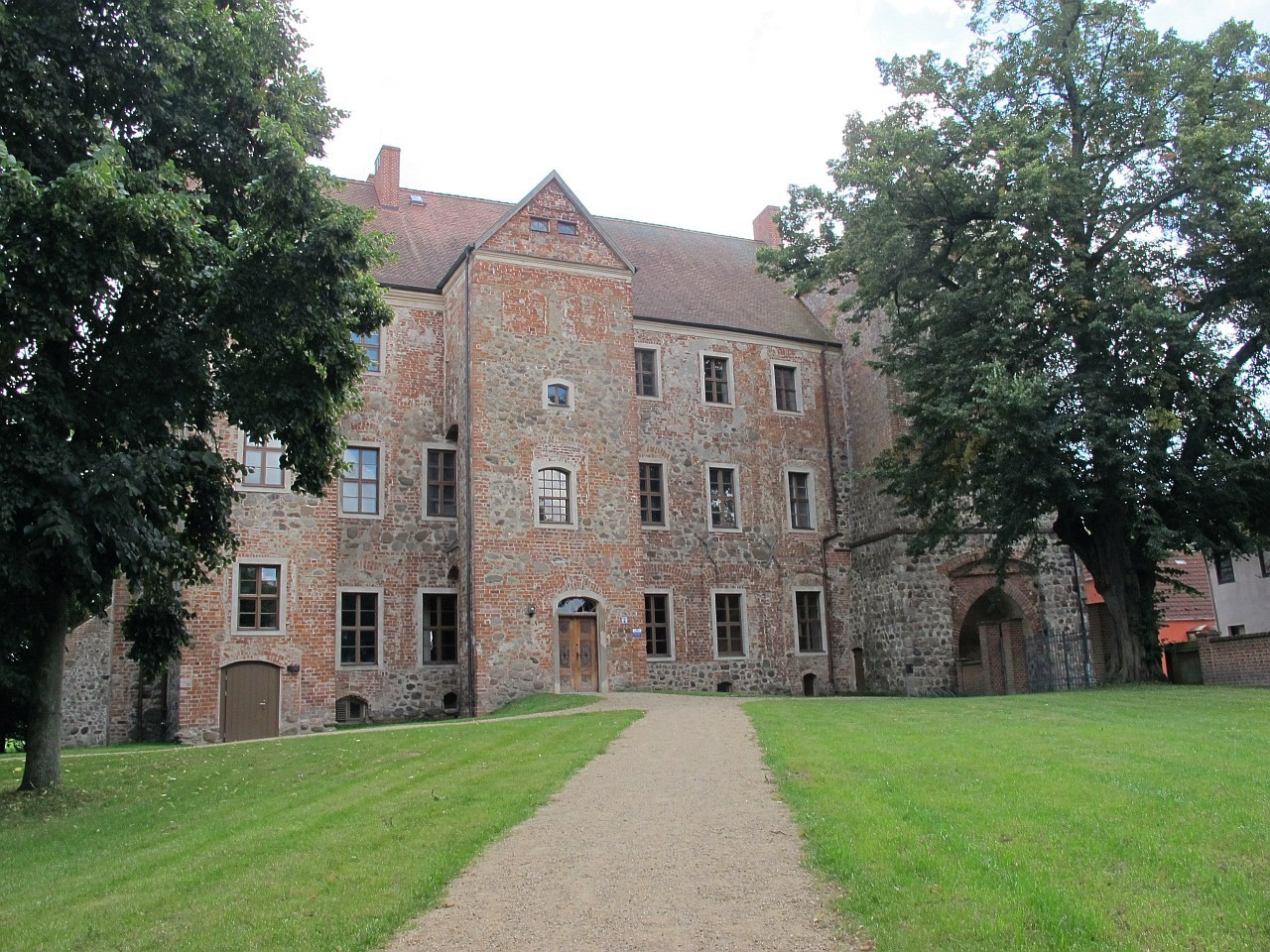
Schloss Freyenstein
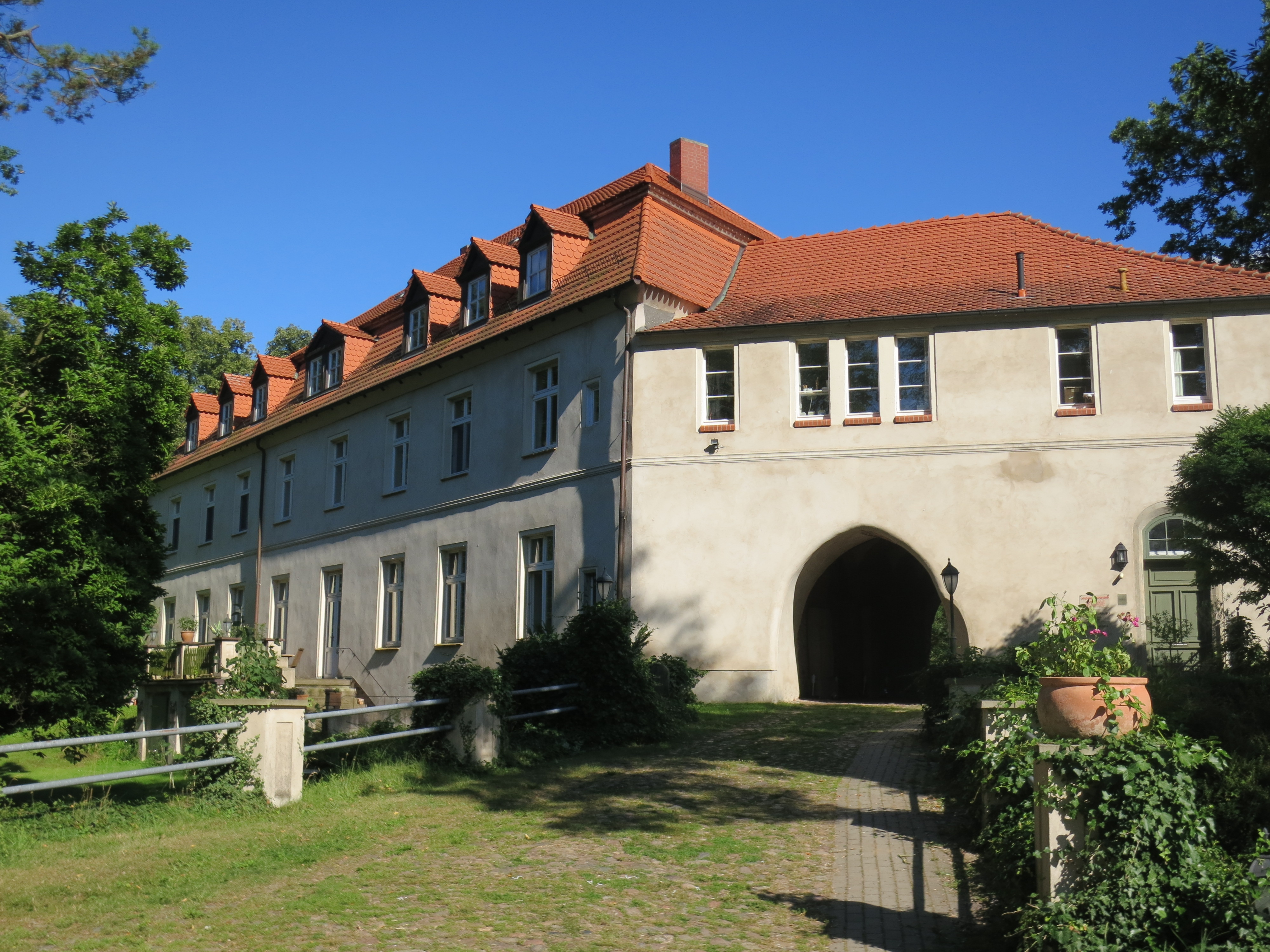
Schloss Neuhausen

### Ostpreußen
In Ostpreußen gehörten seit dem 18. Jahrhundert u. a. die Breitensteinischen und Kugelackischen Güter sowie Montig (Matyki) zur Familie.

### Schlesien
Vor allem im 17. und 18. Jahrhundert erwarb ein Zweig der Familie mit Konradswaldau bei Saarau (Kreis Schweidnitz), Ingramsdorf u. a. und den Herrschaften Fischbach und Kynsburg umfangreichen Grundbesitz in Schlesien und mit Samuel Adolph v. Winterfeld auf Sandow mit Bergen und Trebichow, Kreis Sternberg, am 10. März 1730 das österreichisch-schlesische Inkolat. Andere Güter wie die Herrschaft Barschau, Bronau mit Groß Räudchen und Groß Saul kamen hinzu. Im 20. Jahrhundert erweiterte sich dieser Kreis mit dem Zukauf von Schloss Urschkau (Orsk).

### Bayern
In der Oberpfalz gelangte Ende des 16. Jahrhunderts das Schloss Zangenstein bei Amberg in den Besitz der Familie.

### Polen
Bei Posen wurden im 18. und 19. Jahrhundert weitere Güterkomplexe erstanden (Schloss Pila, Herrschaft Murowana Goslin). Auch in Galizien wurde im 19. Jahrhundert mit der Herrschaft Welzik Besitz erworben mit einem Umfang von 7 polnischen Quadratmeilen.

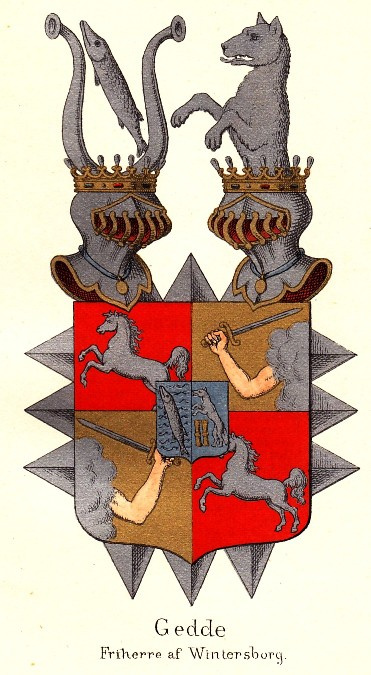
Wappen der Giedde af Wintersborg in Danmarks Adels Aarbog 1894

### Dänemark und Flandern
Die nach Dänemark ausgewanderte mecklenburgische Linie begründete im 17. Jahrhundert in Dänemark unter Helmuth Otto von Winterfeld (* 1617; † 17. Februar 1694) (ab 1671 dänischer Freiherr) die Baronie Wintersborg und erwarb Saebyholm, Langeland und Estrup mit Jesterup. Die Linie starb mit dessen Sohn dem Oberst Friedrich von Winterfeld (1666-1707) aber schon wieder aus. Der Name wurde als Graf Holck-Winterfeld und heute als Graf Knuth-Winterfeld weitergeführt. Der aus der Prignitz, aus Dallmin, nach Flandern ausgezogene Zweig der späteren Marquis (Markgrafen) von Winterfeld erwarb unter anderem Beaucourt, Blancbourg, Leulinghen und Haleines.

### Sowjetische Besatzungszone
Die Enteignungen nach 1945 in der Sowjetischen Besatzungszone und darüber hinaus trafen viele Besitzungen. So war beispielsweise ab 1868 das Schloss Krieschow im Besitz der Familie. Hugo Wichard war der erste Eigentümer, dann folgte sein Sohn Dr. jur. Hans Joachim, der Enkel Hans Wichard von Winterfeld (1895–1947) wurde dann 1945 enteignet und vertrieben. Diese Familienmitglieder investierten in Krieschow kräftig. Nicht nur das Schloss wurde umgebaut und modernisiert, dazu kamen auch große Gutsgebäude und ein bemerkenswerter Park, auch wurde ein Erbbegräbnis eingerichtet.

## Wappen
Das Wappen der mittelalterlichen Geschlechter ist in der Regel älter als ihr Familienname. Der Ursprung des winterfeldschen Wappens dürfte in der östlichen Region des heutigen Niedersachsens liegen, in der wichtige Orte den „Wolf“ im Namen führen (Wolfenbüttel, Wolfsburg).
Gunzelin von Wolfenbüttel Graf von Peine und Begründer der Stadt Peine, übertrug bereits sein Wappen – einen über zwei Strohgarben gestreckten Wolf – anscheinend auf diese (auch heute noch Stadtwappen von Peine). Sein Wappen ist außerdem bereits auf dem uralten Quedlinburger Wappenkästchen von 1209 verewigt. 1234 zeugen dessen Söhne mit einem Dokument, an dem ein Siegel von rotem Wachs hängt, das ebenfalls einen über zwei Strohgarben gestreckten Wolf zeigt. Demnach ist das Wappen vererbbar gewesen. Weitere Siegel tauchen auf, mal den Wolf mit und ohne Strohgarben zeigend. Das wirkliche Alter des Wappens ist jedoch nicht feststellbar, kann aber bereits lange vor Gunzelin von Wolfenbüttel in unterschiedlicher Form in Gebrauch gewesen sein.
Schon zuvor verließen etappenweise in unterschiedlichen Generationen immer wieder Familienmitglieder die östliche Region Niedersachsens und zogen in die östlich davon angrenzenden und vielversprechenderen slawischen Regionen (Altmark), bauten oder übernahmen dort neue Burgen und nahmen deren Namen an.
Ein Zweig ließ sich wohl im Ort Winterfeld nieder und legte sich diesen neuen Namen zu. Schon der Anklamer Rats- und Lehenssekretär, Heraldiker und Genealoge Albrecht Elzow bestätigte in seinem „Pommerschen Adelsspiegel“ aufgrund seiner Recherchen 1671 die Stammesverwandtschaft beider Geschlechter. Somit finden wir auch bei den Winterfeldern den Wolf in frühen Siegeln mal mit und ohne Garben vor, aber auch über zwei Garben setzend. Der bei den Winterfeldern teilweise bis heute immer wieder genutzte Vorname „Detlof“ (der Wolf), kann durchaus in Anlehnung an den alten Dythleff von Schladen herrühren. Auch der oben genannte Name „Ludolph“ ist ein altes Wort für Wolf. Dies könnte darauf hinweisen, dass die Winterfelder die alte Stammheimat bereits in einer sehr frühen Periode verlassen haben, nämlich zu einer Zeit, als noch der Wolf den Vornamen (Dythleff oder Ludolph) bei den Schladen bzw. Wolfenbüttelern prägte.
- Das Stammwappen zeigt in Blau einen über eine gebundene goldene Garbe springenden natürlichen Wolf. Auf dem Helm mit blau-goldenen Decken der Wolf zwischen zwei geharnischten Armen wachsend.[15]
- Zwei Wappensprüche sind seit dem 16. und 17. Jahrhundert mit dem Stammwappen überliefert: „Petit ardua virtus“ (Stärke sucht Herausforderung) und „Moderata durant“ (nur das Maßvolle überdauert).

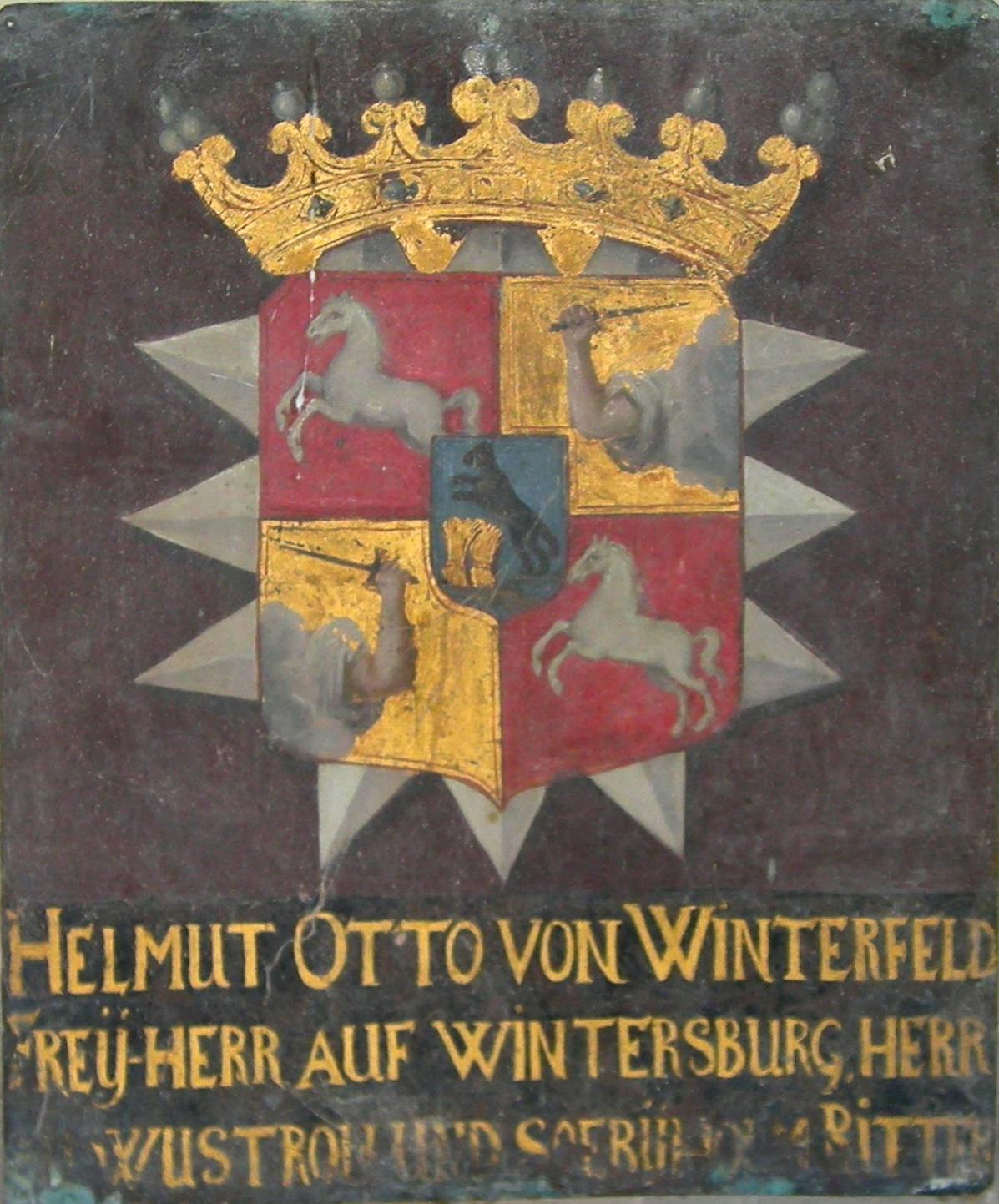
Freiherrliches Wappen von 1671

- Das freiherrliche Wappen (Abb.: hier auf dem Dannebrogorden liegend) von 1671 ist geviert und mit dem Stammwappen als Herzschild belegt, worin der Wolf allerdings über zwei gebundene Garben springt. Der Hauptschild zeigt im 1. und 4. Feld in Rot ein springendes silbernes Ross (möglicherweise ein Hinweis auf die altsächsische Herkunft), im 2. und 3. in Gold aus silbernen Wolken hervorgehend einen Schwert haltenden bloßen Arm. Das Wappen ist von zwei Schildträgern – zwei stehende Ritter mit geöffnetem Helm und jeweils einem Stab in der rechten Hand – flankiert.
- Das Wappen der Grafen und Marquis von 1706 zeigt das mit Blattkrone gekrönte Stammwappen. Auf der Krone sitzt ein mit Mantel und weiterer Blattkrone versehener Ritterhelm. Aus der zweiten Krone auf dem Helm wächst dann wieder der Wolf zwischen zwei geharnischten Armen. Das Wappen ist flankiert von 2 geflügelten Greifen mit jeweils einer mit einer Fahne behängten Standarte. Auf den Fahnen kehrt das Abbild des Wolfs im Sprung über eine Garbe wieder.

## Bekannte Familienmitglieder
- Adolph Heinrich von Winterfeld (1689–1740), preußischer Landrat
- Alexander von Winterfeldt (1898–1942), Jagdflieger im Ersten und Zweiten Weltkrieg, Ritterkreuzträger, Oberstleutnant und Gruppenkommandeur[16]
- Bernhard Carl Marquis von Winterfeld (1689–1760/1765) Kaiserlicher Generalfeldmarschall; Sohn von Karl Theodor Marquis v. W. (s. u.)
- Borchard von Winterfeld († um 1480), Besitzer der Burg Schlawe, bekämpfte die Stadt Schlawe in Hinterpommern, von der Bürgerschaft Schlawes enthauptet. In dem nach weiteren Auseinandersetzungen von der Familie der Stadt Schlawe diktierten Friedensvertrag (Urkunde) von 1485 wurde festgehalten, unter anderem eine erhebliche Summe an Kriegsentschädigung an die Familie zu zahlen, sowie jährlich eine Abschlagssumme (den später sog. Botzelgroschen) zu entrichten, Vertreter der Stadt auf einen Bußgang zum Papst nach Rom zu senden und zum heiligen Blut nach Wilsnack sowie Kreuze vor den Stadttoren aufzustellen.
- Carl Ludwig von Winterfeld (1726–1784), preußischer Generalmajor und Chef des Infanterieregiments Nr. 7 sowie Ritter des Pour le Mérite, Domherr von Cammin
- Carl Friedrich Gotthilf von Winterfeld (1757), auf Menkin mit Anteil Wollschow, Geheimer Ober-Finanzrat, Hauptritterschaftsirektor am Kur- und Neumärkisches Ritterschaftliches Kreditinstitut Berlin[17]
- Carl von Winterfeld (1784–1852), deutscher Jurist und Musikwissenschaftler; Wiederentdecker von Heinrich Schütz
- Conradus von Winterfeld, war im Zeitraum vor 1475 bis nach 1490 Abt des Klosters Belbuck
- Damian von Winterfeld (16. Jh.), Landvogt der Lande Stolp und Schlawe, Gutsbesitzer in Hinterpommern
- Dethard von Winterfeld (* 1938), Professor, deutscher Kunsthistoriker
- Detloff (auch Dietloff) von Winterfeld (1527–1611), kurfürstlicher Rat, Landvogt der Neumark, Kommendator der Johanniterordens, Komtur zu Schivelbein, Vormund der Kinder des 1591 verstorbenen Kurfürsten Christian I. von Sachsen
- Detlof von Winterfeldt (1867–1940), preußischer Generalmajor und Militärattaché, Vorsitzender der Waffenstillstandskommission, Mitglied des Reichsrats
- Detlof von Winterfeldt, deutsch-amerikanischer Professor, Direktor des Homeland Security Center CREATE
- Emmy von Winterfeld-Warnow (1861–1937), Schriftstellerin und Novellistin
- Erika Drees, geborene von Winterfeldt (1935–2009) war eine deutsche Ärztin, zog 1960 von der BRD in die DDR, Bürgerrechtlerin, Erstunterzeichnerin des Aufrufs „Aufbruch 89 – Neues Forum“ und Mitbegründerin des Neuen Forums am 9. September 1989, der Aufruf leitete die politische Wende in der DDR ein.
- Ernst Graf von Winterfeld († 1724) kaiserlicher Generalfeldmarschall, königlich spanischer Generalfeldmarschalleutenant, Kapitän der adeligen Garde und Gouverneur von Dendermonde/Flandern, 1719 von Kaiser Karl VI. in den erblichen Grafenstand gesetzt
- Friedrich Wilhelm Freiherr von Winterfeldt (1666–1707), dänischer Generalmajor
- Friedrich von Winterfeld (1875–1949), deutscher Jurist, Gutsbesitzer und Politiker (DNVP)
- Friedrich Wilhelm von Winterfeld (~1720–1787), Landrat des Kreises Belgard
- Friedrich Wilhelm von Winterfeldt (1830–1893), Landschaftsmaler
- Fritz-Detlof von Winterfeldt (1886–1948), Offizier, paramilitärischer Aktivist
- Georg von Winterfeld (1580–1657), Staatsmann, Landvogt der Neumark, Komtur zu Schivelbein, Herrenmeister des Johanniterordens
- Georg Adolph von Winterfeld (1738–1805), geboren auf Kehrberg, gestorben auf seinem Sitz in Sternberg; Herr auf Kehrberg, Krams, Stieten mit Buerbek, Malow, Görslow, Gartz usw.; Stiftshauptmann zu Heiligengrabe; Offizier in der preußischen Armee; Herausgeber z. B. der Protokolle zu den ständischen Landtagssitzungen Mecklenburg-Schwerins (Protocollum Comitiale), mit dem Ziel, mehr Transparenz in die Abläufe des Parlaments einzubringen – was allerdings bei den anderen Mitgliedern auf Widerstand stieß – und Verfasser mehrerer wissenschaftlicher Schriften z. B. über den Flächeninhalt Frankreichs, die eiszeitliche Drifttheorie, die Herkunft des mecklenburgischen Granitsteins (sog. Winterfeld’sche Treibeislehre). Nach seinem Tod gelangte seine umfangreiche und bedeutende Bibliothek in den Bestand der Universitätsbibliothek von Rostock
- Georg Levin von Winterfeld (1674–1728), preußischer Generalmajor
- Hans Karl von Winterfeldt (1707–1757), preußischer Generalleutnant, Domherr von Halberstadt sowie Berater und Freund Königs Friedrich II. von Preußen
- Hans von Winterfeld (1857–1914), preußischer General der Infanterie[18]
- Hans Karl von Winterfeldt (1862–1931), deutscher Generalleutnant und Oberquartiermeister im Ersten Weltkrieg. Hinterließ ein wissenschaftlich hochinteresstantes Tagebuch seiner Zeit.
- Helmuth Otto Freiherr von Winterfeldt († 1694), kgl. dänischer Oberhofmarschall, Oberkämmerer usw., Herr auf Wustrow/Mecklenburg (Allodialbesitz), Begründer der ersten Baronie Dänemarks, Wintersburg; Ritter des Dannebrogordens; war Vater von 17 Kindern; 1671 vom König von Dänemark zum Freiherrn ernannt
- Henning von Winterfeld (vor 1290–1330), Pommerscher Marschall, Herr auf Burg Osten, Burg Wolde und Haus Demmin, setzte sich für die Anlehnung Pommerns an Brandenburg/Deutschland ein und verteidigte dieses Ziel gegen die Interessen Polens und Dänemark
- H. Achim von Winterfeld (1914–1991), deutscher Jurist, vertrat die Bundesregierung im Verbotsverfahren gegen die KPD
- Hugo von Winterfeld (1836–1898), preußischer General der Infanterie und Generaladjudant dreier Kaiser
- Joachim Detloff von Winterfeld (1710–1789), Großgrundbesitzer, Herr auf Kehrberg und andere Besitzungen, Stiftsvogt des Klosters Heiligengrabe, durch sein resolutes Eingreifen verhinderte er 1734 ein Blutbad zwischen tausenden Gefolgsleuten des sog. „Wunderknaben zu Kehrberg“ und einem preußischen Militäreinsatz in Kehrberg (vgl. Beckmann Th. V. Buch II. Cap. 2; vgl. Balthasar Rosen: Johann Ludwig Hohenstein, der Wunderknabe von Kehrberg, Bände 66–67 von Prignitzer Volksbücher, Richard Rudloff, Verlag Tienken 1926).
- Joachim von Winterfeldt-Menkin (1865–1945), deutscher Jurist, Landesdirektor der Provinz Brandenburg, Mitglied des Herrenhauses und des Reichstags, Gründer des DRK
- Johann Friedrich von Winterfeld (1609–1667), Dompropst zu Lübeck
- Jørgen Balthazar von Winterfeldt (1732–1821) war ein kgl. dänischer Kammerherr, dänischer Admiral und Philanthrop, gründete eine Stiftung „Den Winterfeldt-Vossiske stiftelse in Fredensborg“ – ein Hospital, berichtete regelmäßig über die Klimabedingungen und -änderungen auf Grönland und wurde Ehrenmitglied der Königlich Dänischen Akademie der Wissenschaften, war Ritter des Dannebrogordens und Träger des Elephantenordens.
- Juliane Henriette von Winterfeld (1710–1790), regierende Äbtissin von Heiligengrabe
- Karl Theodor Marquis von Winterfeldt (1646–1712) Kaiserlicher Generalfeldwachtmeister; königlich spanischer Generalleutnant der Armeen, Gouverneur von Lier/Brabant, Kommandant von Antwerpen; 1706 vom König Philipp V von Spanien zum Marquis ernannt.
- Kaspar Dietlof von Winterfeld (* um 1672–1725), preußischer Oberst, Kommandant von Pillau, sowie Chef des dortigen Garnisonsbataillons Nr. 2
- Leontine von Winterfeld-Platen (1883–1960), eigentlich Leontine von Platen, geborene von Winterfeld, Lehrerin und Schriftstellerin
- Luise von Winterfeld (1882–1967), deutsche Archivarin
- Ludwig von Winterfeld (General) (1798–1889), preußischer Generalmajor
- Ludwig von Winterfeld (Unternehmer) (1880–1958), deutscher Unternehmer
- Albert Friedrich Ludwig von Winterfeld (1832–1906), preußischer Verwaltungsbeamter, Bühnenautor und Schriftsteller
- Ludwig Gustav von Winterfeld  (1807–1874), Mitglied des preußischen Herrenhauses
- Ludwig Gustav von Winterfeld (1807–1874), auf Damerow und Pätzig, Ritterschaftsdirektor, Mitglied des Herrenhauses, Genealoge; Verfasser der Geschichte des Geschlechts von Winterfeld. 3 Teile, Damerow, Görlitz 1858–1874, OCLC 865791103.
- Margarethe von Winterfeldt (1902–1978), Professorin, deutsche Musikpädagogin
- Nicolaus II von Winterfeld, war im Zeitraum vor 1466 bis 1475 Abt des Klosters Belbuck
- Paul von Winterfeld (1872–1905), Professor, deutscher Mittellateiner und Mitarbeiter der Monumenta Germaniae Historica
- Reimar von Winterfeld (1520–1596), Feldherr, Domherr zu Havelberg, kurbrandenburgischer Rat, hzgl. mecklenburgischer Obermarschall; Großgrundbesitzer, Herr der Herrschaft Neustadt (Dosse); kämpfte mit hunderten selbst angeworbener Reiter und Pferde gegen die Türken in Ungarn, während er allein 800 Reiter und Pferde stellte und finanzierte, betrug die gesamte Reichshilfe 5031 Reiter, wie auf dem Reichstag von Nürnberg beschlossen; im Schmalkaldischen Krieg kämpfte Winterfeld auf Seiten der Protestanten
- Richard von Winterfeld (General) (1847–1920), preußischer General der Kavallerie
- Richard von Winterfeld (Landrat) (1884–1965), preußischer Landrat in Frankenberg, Randow und Greifenhagen
- Rudolf von Winterfeldt (1829–1894), preußischer General der Infanterie
- Samuel von Winterfeld (1581–1643), Staatsmann, Statthalter der Mark Brandenburg
- Ulrich von Winterfeldt (1823–1908), preußischer Landrat, Mitglied des Herrenhauses und Alterspräsident des Reichstags
- Wilhelm von Winterfeldt (1824–1906), preußischer General der Kavallerie
- Wilhelm von Winterfeld (General, 1821) (1821–1904), preußischer Generalleutnant
- Wilhelm von Winterfeld (Violinist) (1880–1943), deutscher Violinist
- Wilhelm von Winterfeld (Künstler) (1898–1997), deutscher Bildhauer Wilhelm von Winterfeld (1880–1943) gründete das Bromberger Konservatorium für Musik - Geiger, Komponist, Dirigent und Pädagoge, Schüler von Antonin Dvorak u. a.

## Historische Quellen
Winterfeld-Archive
- Brandenburgisches Landeshauptarchiv, Depositum von Winterfeld(t)sches Familienarchiv und Herrschaftsarchiv Freyenstein
- Geheimes Preußisches Staatsarchiv, Winterfeldarchiv